# هيئة إحصاء نيوزيلندا
هيئة الإحصاء نيوزيلندا (بالإنجليزية: Statistics New Zealand، وبالماورية: Tatauranga Aotearoa، واختصاراً: Stats NZ)، هي هيئة عامة معنية بجمع الإحصاءات المتعلقة بالاقتصاد والسكان والمجتمع في نيوزيلندا.عن طريق إجراء المسوحات والتعدادات.